# Devdad Ibn Muhammad
Devdad Ibn Muhammad ou plus simplement Devdad est un émir sajide d'Azerbaïdjan ayant régné en 901. Il est le fils de l'émir Muhammad al-Afchin. 
Devdad devient émir à la mort de son père en 901. Après un règne de cinq mois, il est cependant détrôné par son oncle Yousouf, et les murs de Maragha, la capitale, sont rasés.